# Kea (otok)
Kea (grško Κέα), znan tudi kot Tzia (grško Τζια) in v antiki Keos (grško: Κέως, latinsko: Ceos), je grški otok pri kanalu Kea v Egejskem morju. Kea je del regionalne enote Kea-Kythnos.
Pristanišče Korissia na otoku je najbližja točka (1,5 km) od mesta, kjer je leta 1916 potonil HMHS Britannic.